# Maßschneider

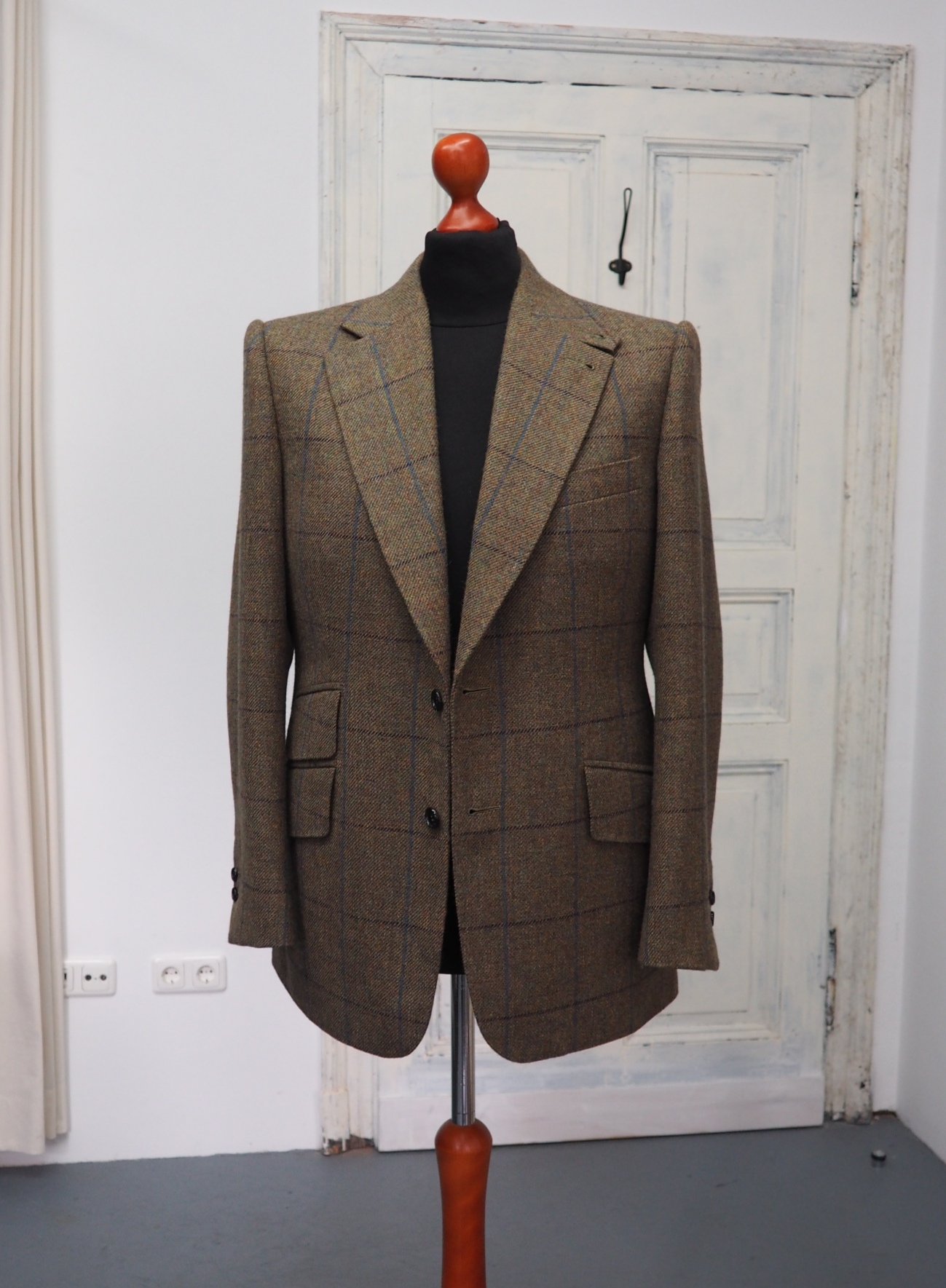
Handgenähter Maßanzug

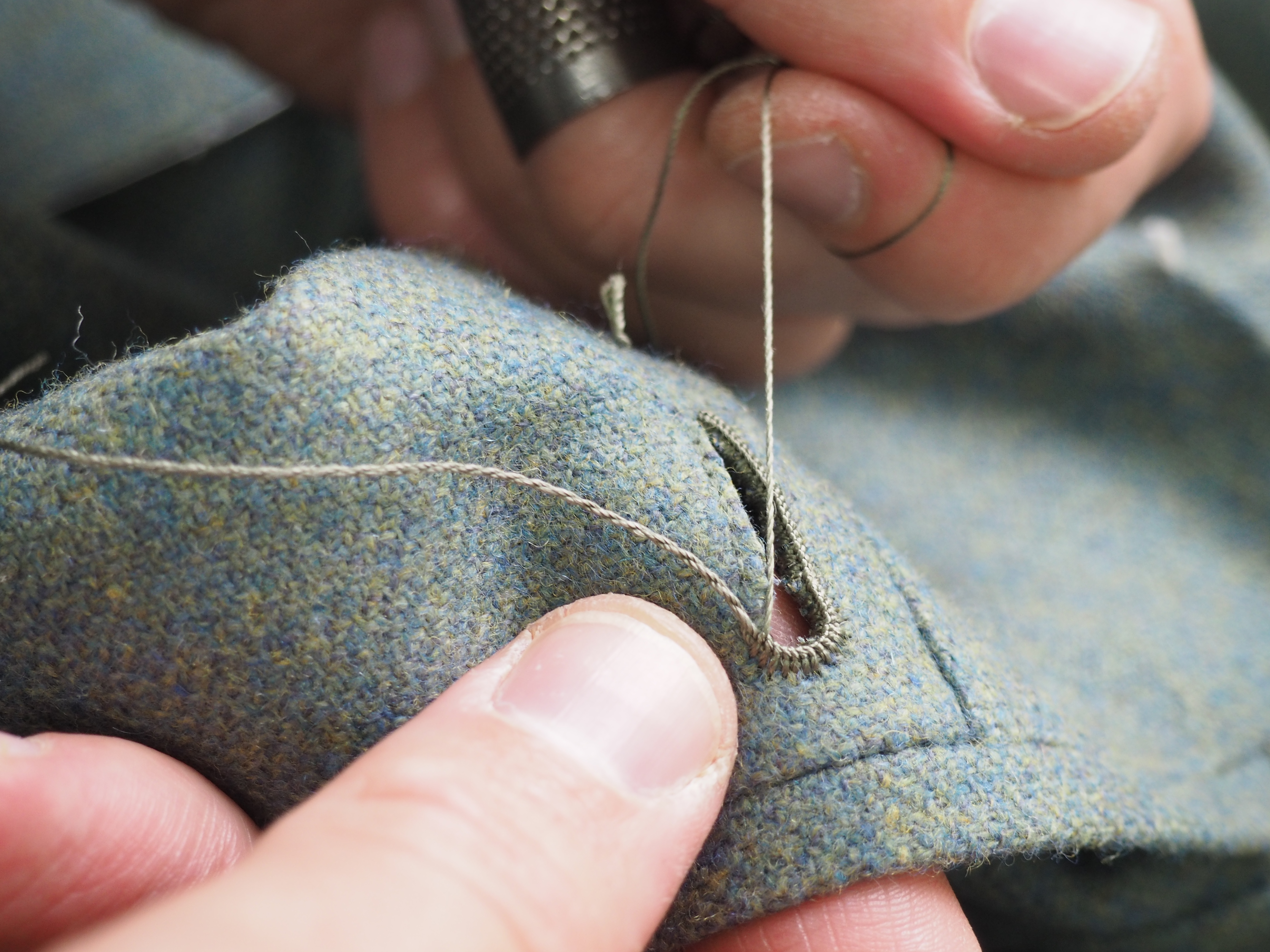
Handgenähtes Knopfloch an einem Maßanzug

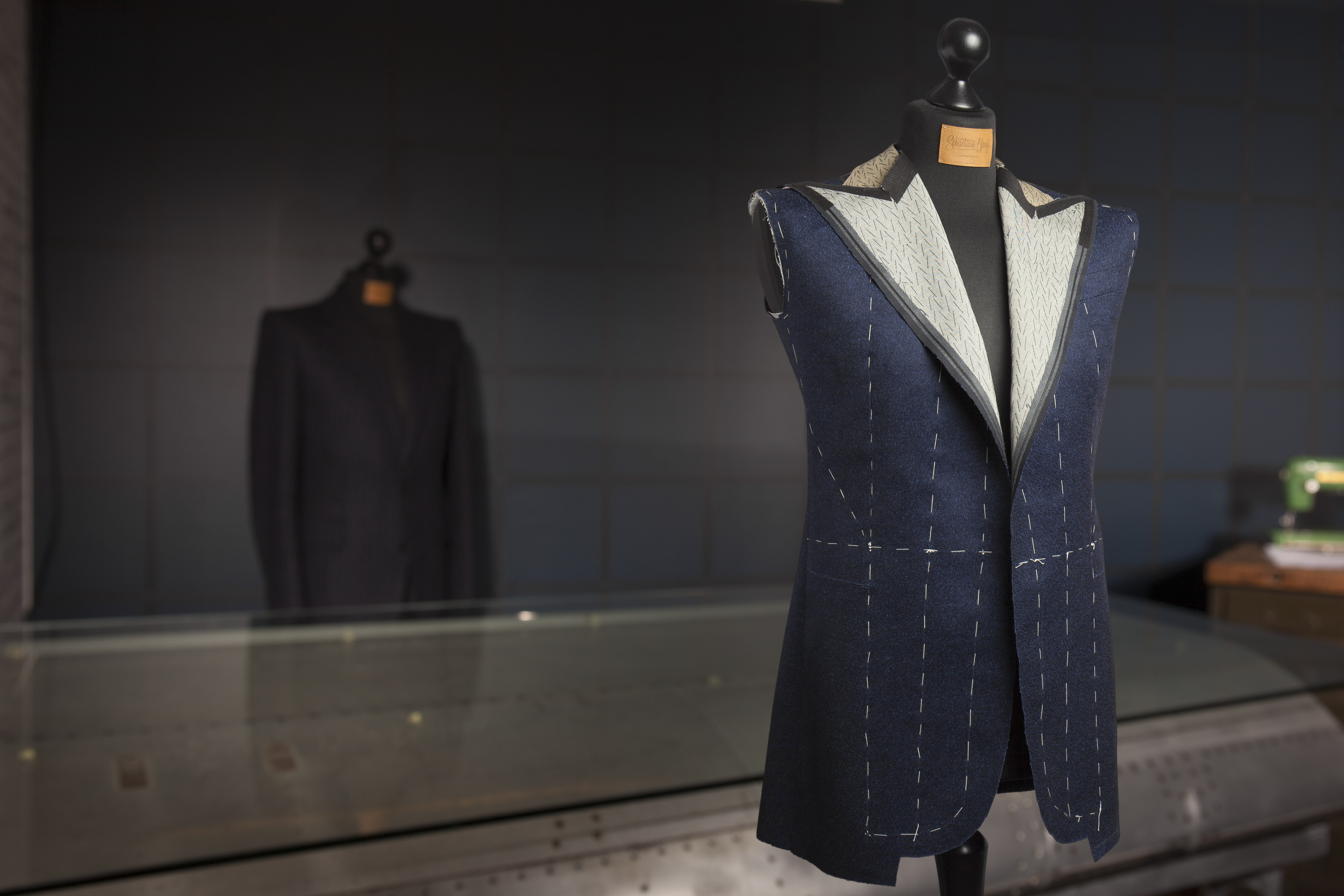

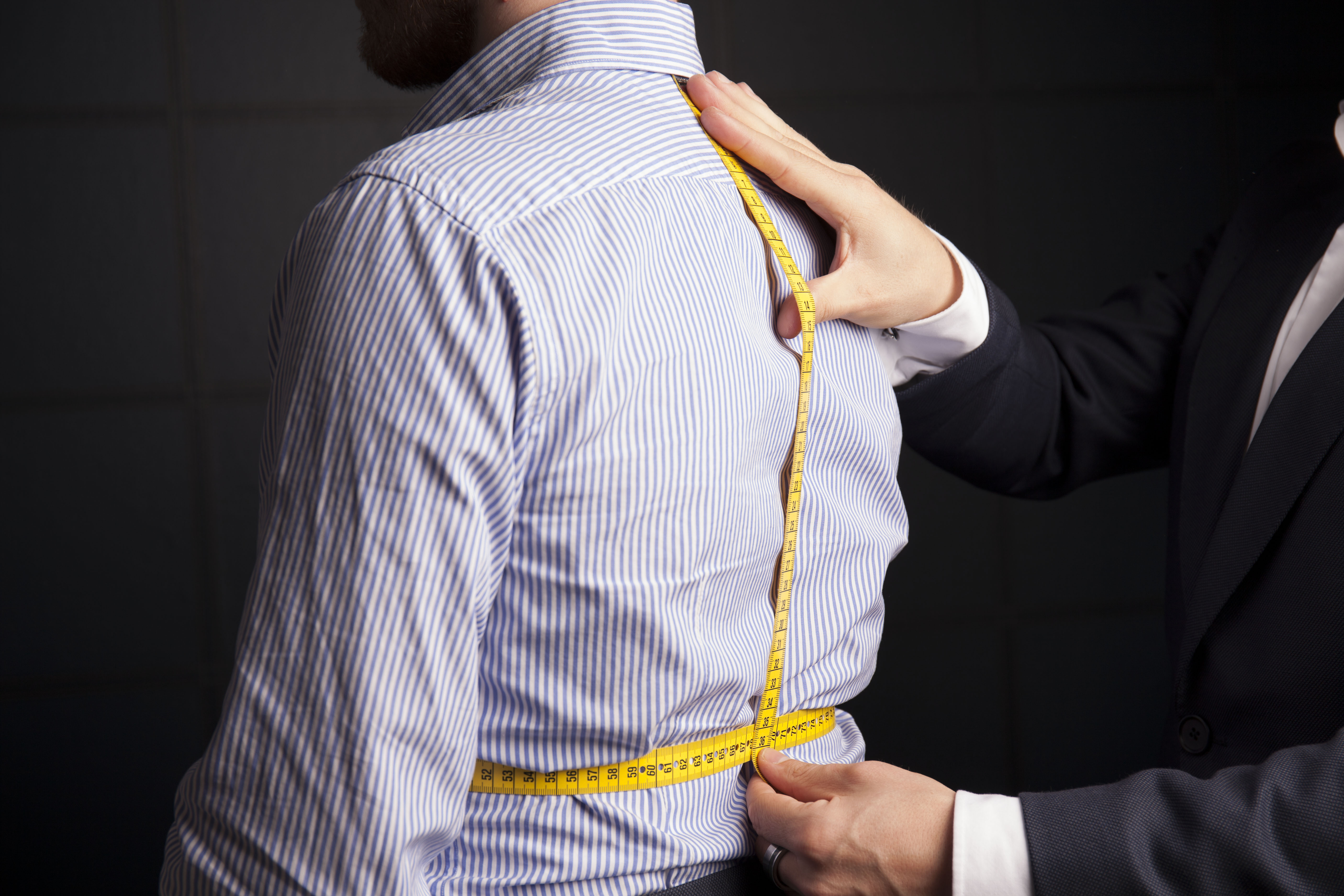

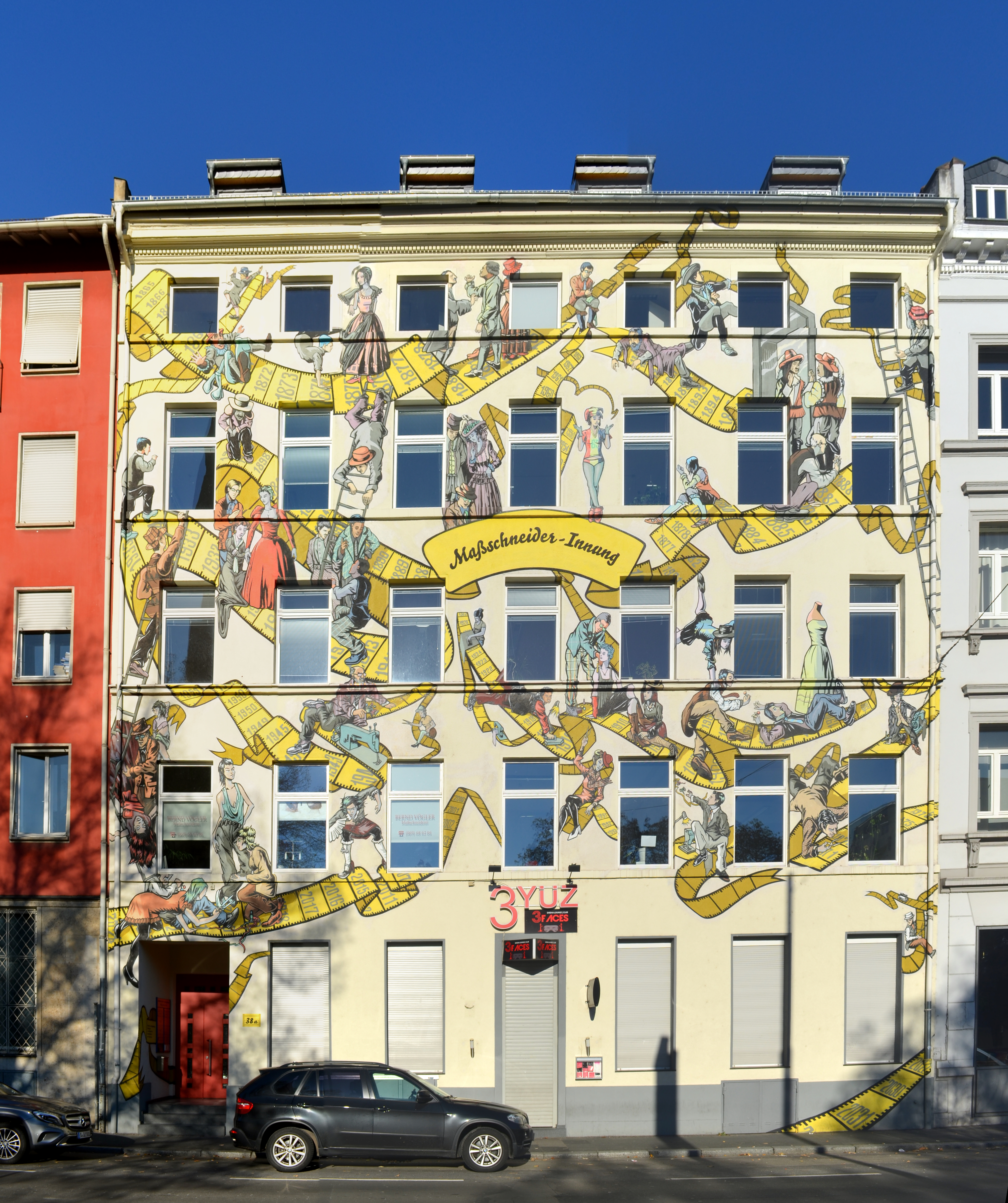
Haus der Maßschneiderinnung in Frankfurt am Main

Maßschneider (Deutschland/Schweiz) bzw. Bekleidungsgestalter (Österreich) ist ein handwerklicher Ausbildungsberuf als Schneider im Textilbereich. Im Unterschied zu Direktricen erstellen Maßschneider Kleidung auf die individuelle Figur des Kunden.

## Berufsbild
Maßschneider beraten die Kunden und fertigen Kleidungsstücke nach Wunsch an. Sie nehmen Maß am Kunden, zeichnen den Schnitt und stellen dann das jeweilige Kleidungsstück her. Je nach Kundenanforderung verwenden sie vielfältige Stoffe (Baumwolle, Seide, Wollstoffe etc.). Einige Maßschneider produzieren auch Serienanfertigungen (Konfektionen). Weiter bessern sie schadhafte Kleidungsstücke aus und nehmen Änderungen vor.

## Ausbildung

### Deutschland
Die Ausbildung dauert in Deutschland drei Jahre und erfolgt im dualen Ausbildungssystem an Berufsschulen und den Ausbildungsbetrieben. Als Alternative stehen auch schulische Ausbildungen zur Auswahl. Manche Allgemeinbildende Schulen bieten eine Ausbildung an einem Nachmittag in der Woche an. Nach dem ABI in Vollzeit. In der Ausbildung werden die Fachrichtungen Damenmaßschneider und Herrenmaßschneider unterschieden. Heute existieren zwei Prüfungsstufen, die Gesellenprüfung und die Meisterprüfung. Mit letzterer erwirbt man das Recht, Lehrlinge auszubilden.
Früher kannte die Herrenschneiderei vier Ausbildungsstufen, im Gegensatz zu anderen Handwerksberufen, die drei Ausbildungsstufen kennen, nämlich: Lehrling mit dem Abschluss Gesellenprüfung, Geselle bis zum Besuch der Zuschneideschule mit Abschluss Zuschneider sowie Zuschneider bis zur Meisterprüfung und in Folge Schneidermeister.
In der DDR gab es bis 1990 die Facharbeiterausbildungen Damenmaßschneider und Herrenmaßschneider. Den Beruf Damenschneider gab es in der Bundesrepublik von 1953 bis 2004, inzwischen sind beide im Beruf des Maßschneiders aufgegangen.

### Österreich
In Österreich existierten bis 30. Juni 2010 zwei getrennte Lehrberufe mit den Bezeichnungen Damenkleidermacher und Herrenkleidermacher. Mit dem 1. Juli 2010 trat eine neue Ausbildungsordnung in Kraft, die auch andere Lehrberufe modular integriert. So entsteht mehr berufliche Flexibilität innerhalb der Textilbranche. Nach dem Berufsausbildungsgesetz (BAG) heißt die Ausbildung Bekleidungsgestaltung und ist ein Modullehrberuf. Die Ausbildung umfasst verpflichtend eine zweijährige Ausbildung im Grundmodul Bekleidungsgestaltung und eine einjährige Ausbildung in einem der folgenden Hauptmodule:
- Damenbekleidung (entspricht Maßschneider Damen)
- Herrenbekleidung (entspricht Maßschneider Herren)
- Wäschewarenerzeugungen
- Modist und Hutmacher
- Kürschner und Säckler

In einem weiteren halben Ausbildungsjahr können Lehrlinge ein zweites Hauptmodul oder eines der folgenden Spezialmodule absolvieren: Bekleidungsdesign, Theaterbekleidung, Bekleidungstechnik. Dementsprechend dauert die Ausbildung drei oder mit Zusatzmodul dreieinhalb Jahre.
Lehrlinge legen am Ende die Lehrabschlussprüfung und für das Spezialmodul eine Zusatzprüfung ab. Zur Fortbildung gibt es verschiedene Meisterkurse. Die Meisterprüfung erleichtert die selbstständige Berufsausübung (in einem der Hauptmodule), ist aber nicht zwingend vorgeschrieben. Viele berufsbildende Schulen bieten sehr ähnliche Ausbildungen an, die den Zugang zum Gewerbe ermöglichen.